# Le Sang
Lê Sáng (Hanoi, 1920 – Ho Chi Minh, 27 settembre 2010) è stato un artista marziale vietnamita, presidente della federazione mondiale di Vovinam viet vo dao.

## Biografia
Allievo del Maestro Fondatore Nguyễn Lộc, sin dai primi anni partecipò pienamente alla codifica del Vovinam, che avvenne nel 1938. Divenne Patriarca di seconda generazione nel 1960, alla morte di Nguyen Loc, perché allievo più anziano e più preparato tecnicamente che fin dall'inizio aveva seguito il Maestro. Era diventato parte della famiglia, e quindi gli venne riconosciuto questo importante ruolo alla morte del fondatore.
Al Maestro Le Sang si devono molte cose, e non solo il programma tecnico, ma prima di tutto il nome che più è conosciuto nel mondo, Viet vo dao. Lui inserì tutta la parte filosofica, legando all'arte marziale tutta la parte spirituale, per questo creò "la via dell'arte marziale vietnamita" (viet vo dao in vietnamita), che da quel giorno incominciò a chiamarsi Vovinam viet vo dao, indicando così nel nome la parte tecnica e la parte spirituale, nonostante in Vietnam ancora adesso venga chiamata solamente Vovinam. Una grande innovazione venne data sotto l'aspetto tecnico. Il Maestro Le Sang decise che il Vovinam doveva essere di più che solo una disciplina da combattimento, doveva avere tutte le caratteristiche di arte marziale tradizionale, quindi Quyen, Song Luyen, e tutto il lavoro di base che un'arte marziale vera debba avere perché sia riconosciuta come tale. Fu il Maestro Le Sang ad adottare la divisa ora utilizzata, il Vo Phuc azzurro, prima la divisa ufficiale del Vovinam erano solamente dei pantaloncini corti con i colori delle attuali cinture.
Non fu inserito tutto da lui, già con il maestro fondatore questo lavoro era stato portato avanti, ma lui con l'aiuto dei suoi collaboratori più stretti lo completò, dando così al Vovinam l'impostazione attuale.
Il Maestro Le Sang dopo la guerra del Vietnam venne incarcerato per 13 anni, venne sostituito dal Maestro Trần Huy Phong (1938-1997), che per un certo periodo fu il maestro Patriarca di terza generazione, e che apportò altre novità nel programma, rendendolo sempre più completo.
Nel 1987 il maestro Le Sang uscì dal carcere, e tornò all'opera e continuò lo sviluppo del Vovinam, spingendo perché il Vovinam si distribuisse nel mondo. Il maestro ha vissuto gli ultimi anni di vita in Vietnam, ad Ho Chi Minh presso il To Duong, la sala dell'altare dove ogni mattina si allenava lavorando pazientemente il programma di energia interna del Vovinam, i Nhu Khi Cong Quyen.
Il 27 settembre dopo un lungo periodo di malattia alle 3 di notte è morto nella città di Ho Chi Minh.